# Monasterio de Yuriev

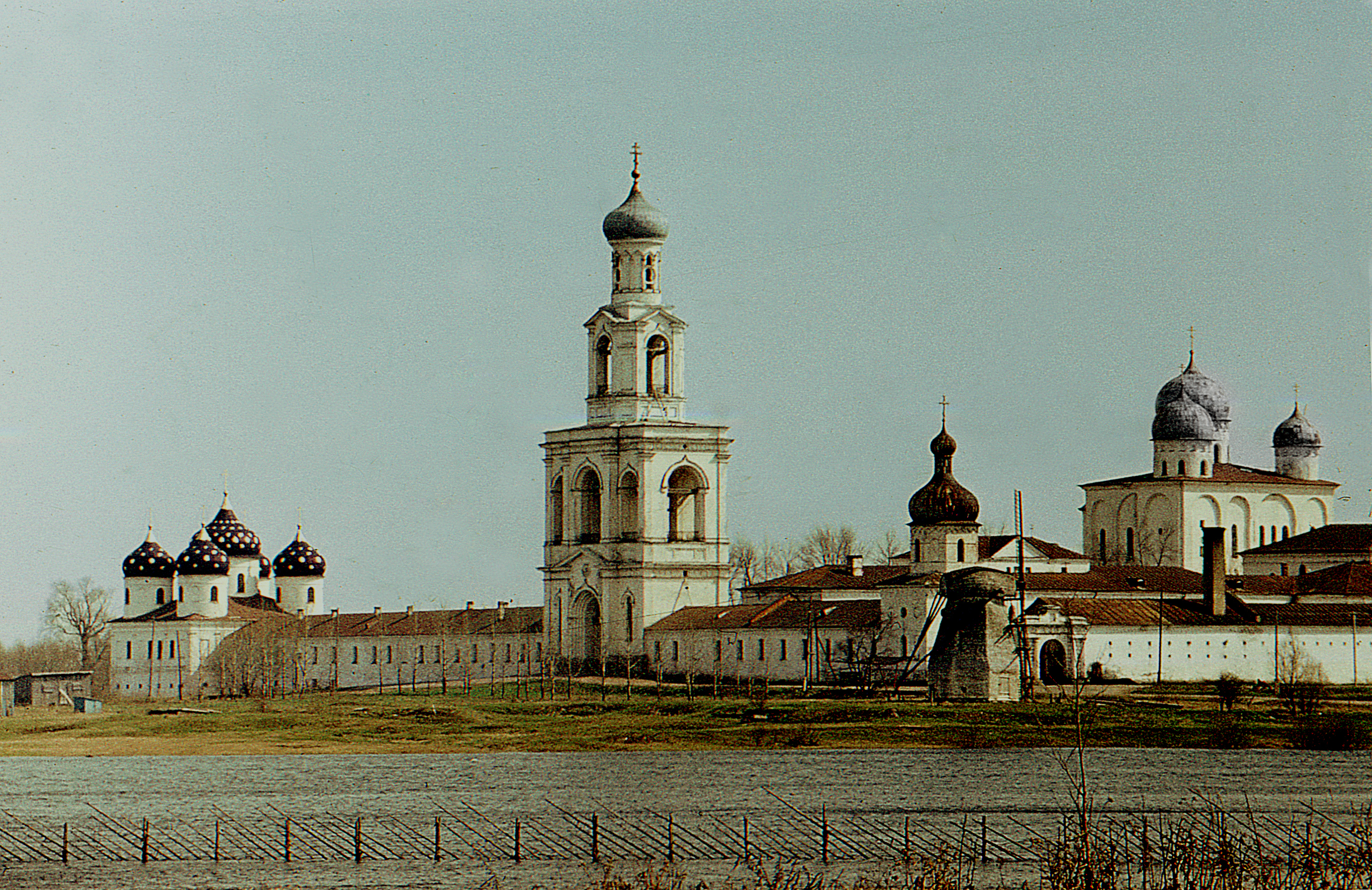
El monasterio en 1976

El monasterio de San Jorge (Yúriev) (en ruso: Юрьев монастырь) se cita generalmente como el monasterio más antiguo de Rusia. Se encuentra a 5 kilómetros al sur de Nóvgorod en la orilla izquierda del río Vóljov cerca de donde sale del lago Ilmen. El monasterio solía ser el más importante en la república medieval de Nóvgorod. Forma parte del Patrimonio de la Humanidad denominado Monumentos históricos de Nóvgorod y sus alrededores.
Según la leyenda, el monasterio de madera fue fundado en 1030 por Yaroslav el Sabio (cuyo nombre cristiano era Jorge o Yuri); la primera referencia históricamente confiable apareció a comienzos del siglo XII cuando se inició la construcción del edificio de piedra de la iglesia principal (iglesia de San Jorge, iglesia de Gueórguievski) en 1119 por el príncipe Vsévolod Mstislávich de Nóvgorod y Pskov e higúmeno (aproximadamente equivalente a prior en Occidente) y construida por el maestro Piotr.
En el primer tercio del siglo XIII el higúmeno había sido elevado al estatus de archimandrita (aproximadamente equivalente a un abad, es decir, el rector de un monasterio importante, aunque la comparación con los abades occidentales es imprecisa); el archimandrita Savati es mencionado pidiendo a los novgorodianos que bendigan a su sucesor justo antes de su muerte en 1226. Esto ha llevado a algunos eruditos a argumentar que los archimandritas del monasterio de Yúriev fueron elegidos por el veche, aunque hay muy poca evidencia de esto. En 1226, parece que la élite de Nóvgorod aprobó la elección del sucesor de Savati aunque si el veche participó es confuso. Un veche posterior (más una muchedumbre que una asamblea gubernamental en este caso) eligió al archimandrita Esif (Iósif - José)  en la iglesia de San Nicolás en el Mercado en 1337. Al año siguiente Esif fue nombrado archimandrita de San Jorge después de la muerte de Lavrenti. 
En 1342, fue enviado a Koporie en una misión para rescatar al posádnik (burgomaestre) Fiódor Danílovich que había sido detenido allí. 
Los monasterios rusos fueron cárceles de los prisioneros de Estado en varias ocasiones. También, en 1345, la iglesia de San Jorge fue renovada y se agregó una nueva cubierta bajo la dirección del archimandrita Esif.

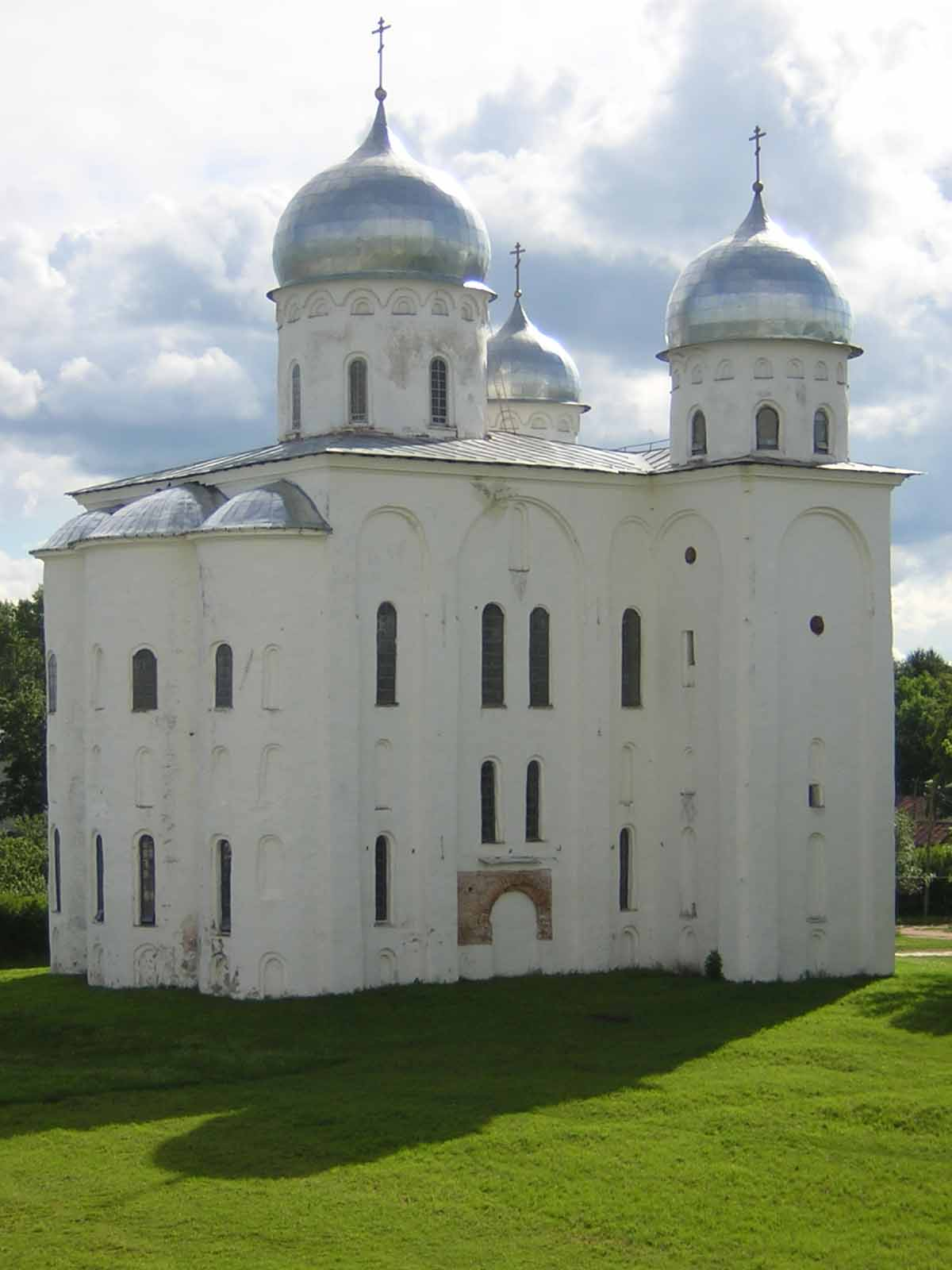
La catedral de San Jorge construida en 1119

Los archimandritas del monasterio de Yúriev fueron a menudo llamados archimandritas de Nóvgorod, como en 1270, cuando murió Varlaam higúmeno de San Jorge (el monasterio de Yúriev) y archimandrita de Nóvgorod". Una lista de los "archimandritas de Nóvgorod", se incluye en la parte final de la primera crónica de Nóvgorod. De hecho, los archimandritas del monasterio de Yúriev fueron, durante varios siglos, los únicos archimandritas de Veliki Nóvgorod, y así fueron, en cierto modo, los archimandritas de Nóvgorod. Algunos eruditos sostienen que su papel en la administración de la iglesia de Novgorodian era más formal que práctica, sin embargo, parece ser que eran los representantes de los arzobispos de Nóvgorod o bien dirigieron todos los monasterios en el Veliki Nóvgorod, esto, sin embargo, sigue siendo dudoso.
La archimandrita Sava fue enterrada en el monasterio de Antóniev, y varios archimandritas construyeron iglesias en otros monasterios, quizás para recalcar su poder o influencia sobre todos los monasterios de la ciudad-estado.: 117, 156, 180  El arzobispo Spiridón (1229-1249) fue monje y diácono en el monasterio antes de ser elegido arzobispo de Nóvgorod. El arzobispo Moiséi (1325-1330, 1352-1359) fue archimandrita del monasterio de Yúriev antes de ser elegido arzobispo y el arzobispo Feoktist fue, según algunas fuentes, enterrado en el monasterio de Yúriev (explicando el gran fresco de él y un icono más pequeño que existe en la iglesia de la Exaltación de la Cruz), pero otras fuentes dan a otro monasterio, el monasterio de la Anunciación, como su lugar de entierro. El príncipe Dmitri Shemiaka también fue presuntamente enterrado allí en 1453.
El monasterio fue el de lugar de enterramiento de los príncipes de Nóvgorod. En 1198, dos hijos de Yaroslav el Sabio, Iziaslav I de Kiev y Rostislav, fueron enterrados en la iglesia de San Jorge. En 1233, el hermano mayor del Gran Príncipe Alejandro Nevski llamado Fiódor Yaroslávich (Theodoro), y en 11 años, en 1244, su madre llamada Feodosia Mstislavna (Theodosia) encontraron el último descanso en la iglesia. Casi 200 años después, cuando los interventores suecos descubrieron tumbas buscando riquezas mientras invadían el monasterio durante la Guerra de Ingria (1610-1617), encontraron los restos imperecederos del príncipe Theodor. Lo "sacaron de la tumba y lo apoyaron en la pared, y estaba como vivo". Como resultado, el gran príncipe Theodoro fue canonizado en Nóvgorod y es el santo local.

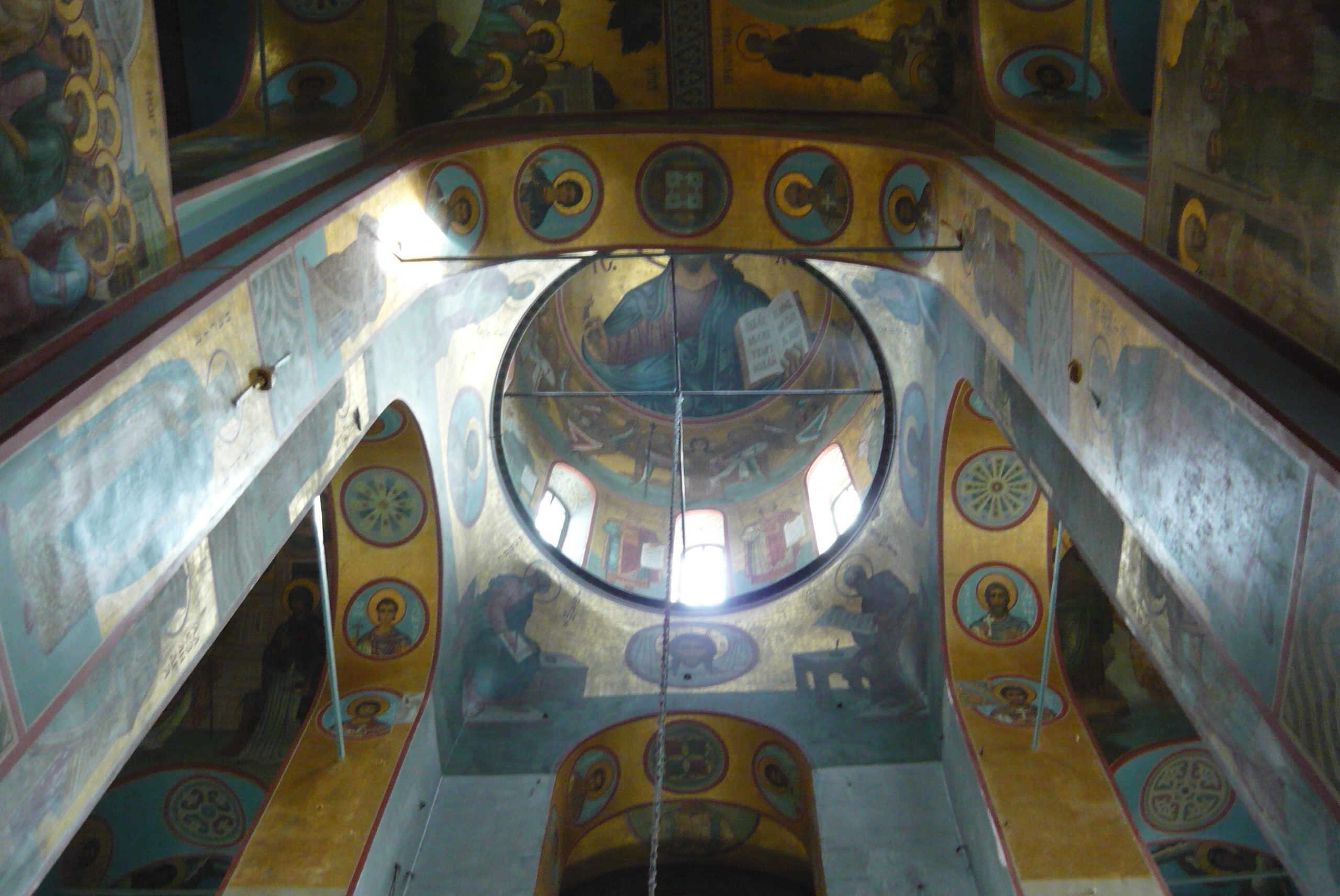
El katholikon ha conservado pocas huellas de sus pinturas murales del siglo XII

El monasterio era una fuente importante de información histórica sobre el Nóvgorod medieval,  parte de la primera crónica de Nóvgorod (el texto Sinodal) fue compilada en el monasterio.
La iglesia de San Jorge es una de las más grandes de Nóvgorod y sus alrededores cercanos. Es una iglesia de piedra blanca de 85 pies de alto por 75 pies de ancho con tres cúpulas de plata, lo que es algo inusual para las iglesias rusas, que generalmente tienen cinco (la cúpula principal representa a Cristo, las cuatro más pequeñas representan a los evangelistas ). Quedan algunas muestras de los frescos medievales, pero la mayor parte de la iglesia fue reformada en 1902. Entre los frescos está un Cristo Pantokrátor grande en la bóveda principal, un retrato completo del arzobispo de Nóvgorod Feoktist, y un retrato de cuerpo entero (aunque más pequeño)  del príncipe Vsévolod Mstislávich en la nave del sudoeste. 
En el monasterio también se encuentra la iglesia de la Exaltación de la Cruz en la esquina noreste, con cinco cúpulas azules y estrellas de oro construida en el siglo XVIII. La puerta de entrada al monasterio está coronada por una alta torre con una cúpula de oro que es visible desde el centro de la ciudad, incluyendo el Kremlin de Nóvgorod dos millas al norte.
El monasterio fue reformado durante el gobierno soviético. Cinco de sus seis iglesias fueron destruidas en 1928; el monasterio estuvo cerrado en 1929. Durante la Segunda Guerra Mundial, los edificios estuvieron ocupados por las fuerzas armadas alemanas y españolas, y resultaron severamente dañados. En 1991, el monasterio regresó a la Iglesia ortodoxa rusa, y algunas partes de él han sido renovadas desde entonces. Aun así la parte occidental, incluyendo una iglesia, sigue en ruinas.

Algunos de los iconos del monasterio saqueados por Ivan el Terrible
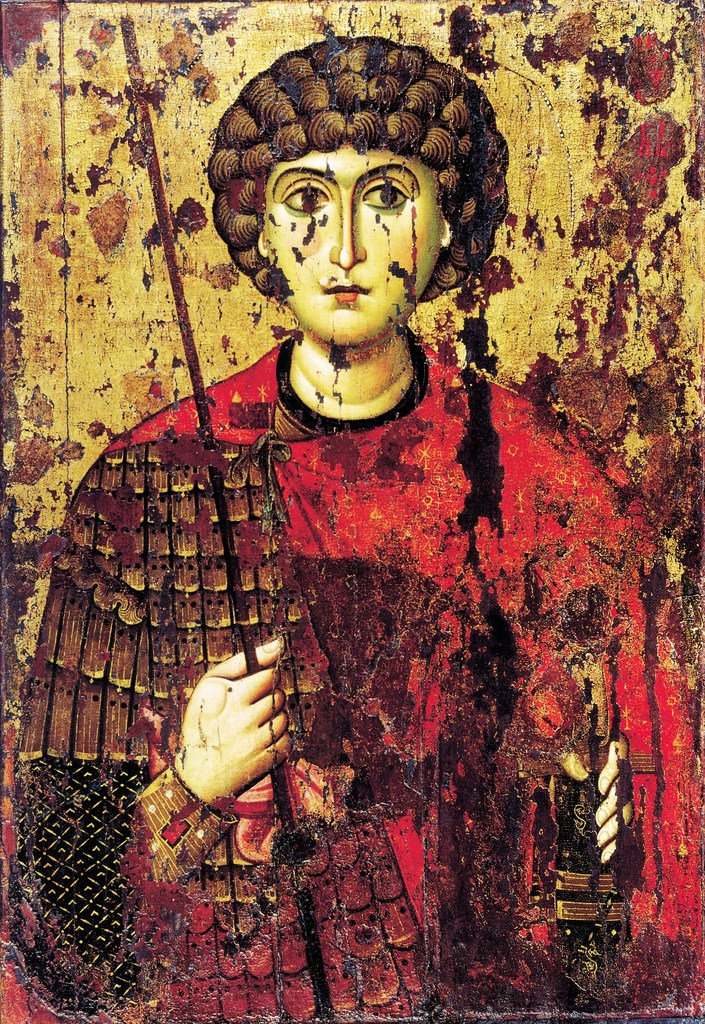
San Jorge, uno de los iconos más antiguos de Rusia
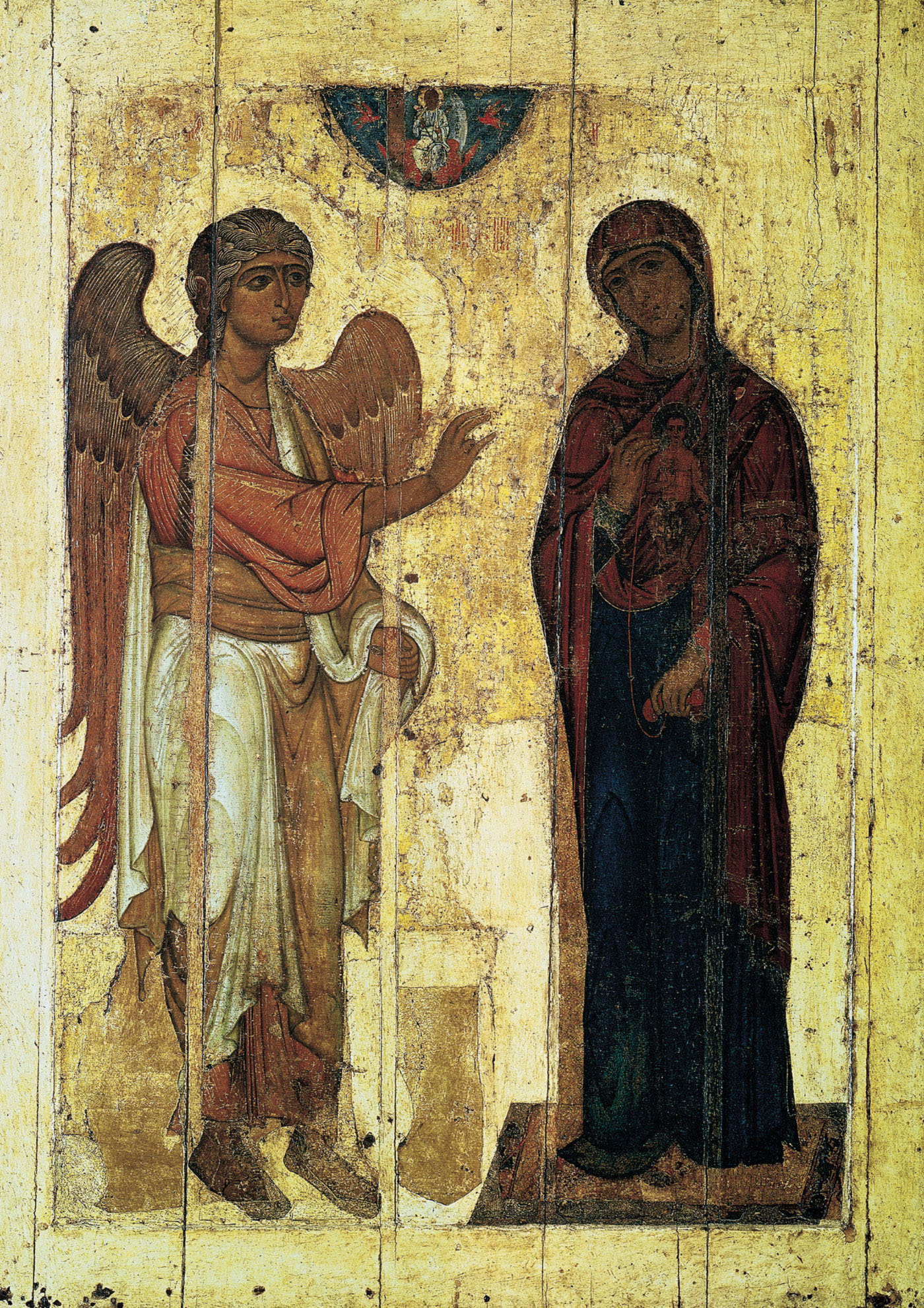
Anunciación de Ústiug se convirtió en el icono principal de la Catedral de la Anunciación
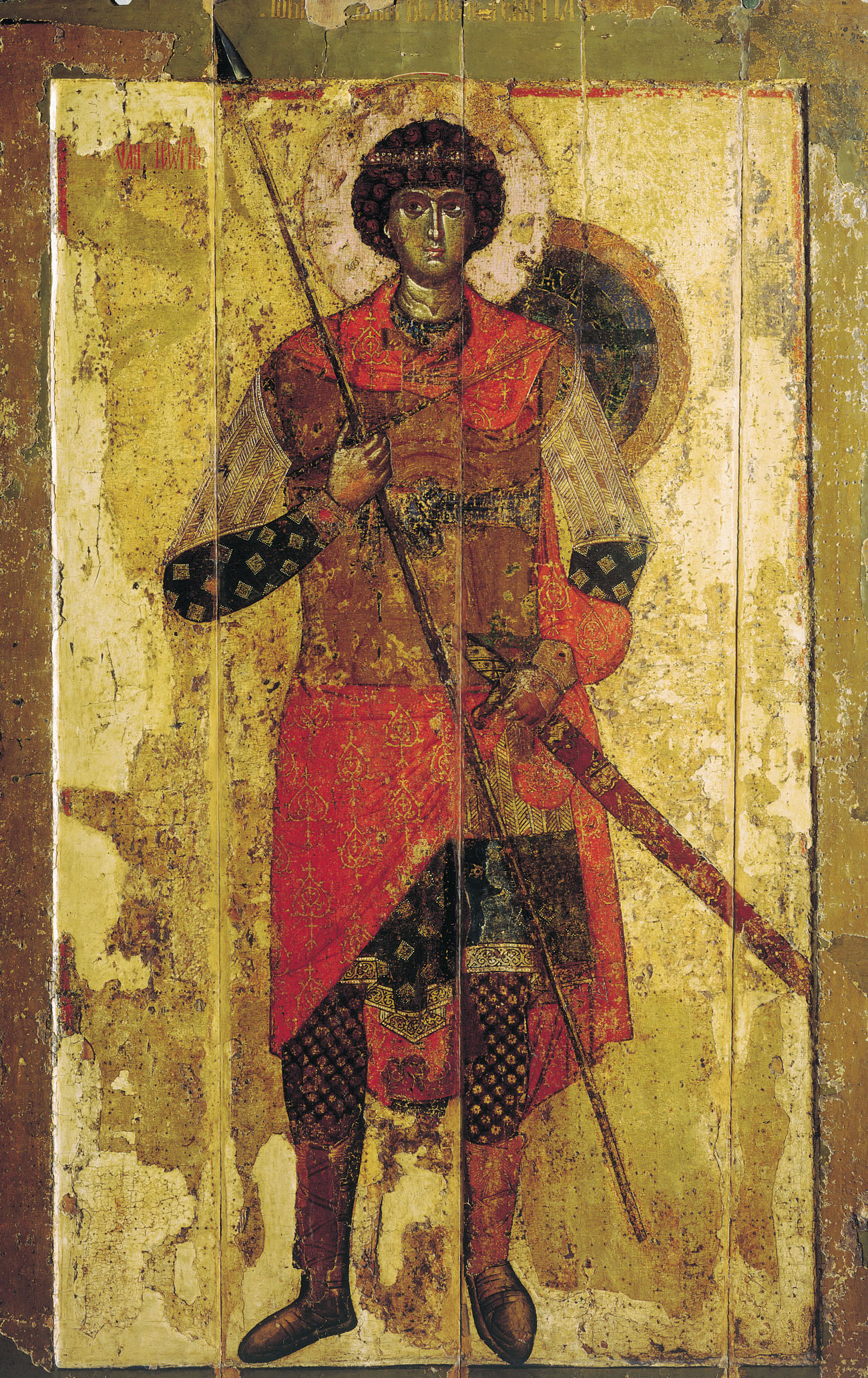
El icono principal del katholikon data de 1130